# Henrik Flöjt
Henrik Flöjt   (Kajaani, 24 de maig de 1952 - Kajaani, 26 de setembre de 2005) fou un biatleta finlandès que va competir durant les dècades de 1960 i 1970. Erta germà del també biatleta Heikki Flöjt.
El 1976 va prendre part en els Jocs Olímpics d'Hivern d'Innsbruck on, fent equip amb Esko Saira, Juhani Suutarinen i Heikki Ikola, guanyà la medalla de plata en la cursa del relleu 4x7,5 km del programa de biatló.
En el seu palmarès també destaquen una medalles d'or i una de plata al Campionat del món de biatló.